# يان بلاهوسلاف
يان بلاهوسلاف (بالتشيكية: Jan Blahoslav)‏(20 فبراير 1523 - 24 نوفمبر 1571) كان كاتبًا إنسانيًا تشيكيًا، وشاعرًا، ومترجمًا، ومتخصصًا في أصول الكلام، وكاتب ترانيم، ونحوي، ومنظِّر موسيقي، وملحن. كان أسقفًا من وحدة الأخوة، وقام بترجمة العهد الجديد إلى اللغة التشيكية عام 1564. وقد تم دمج هذا في إنجيل كراليس.

## حياته
ولد بلاهوسلاف في بيروف، مورافيا. درس النظرية على يد ليسينيوس وهيرمان فينك في جامعة فيتنبرغ من عام 1544. في فيتنبرغ تعرف على مارتن لوثر، كما تعرّف على فيليب ميلانشثون. بعد فترة قصيرة في ملادا بوليسلاف (1548-159) واصل تعليمه في كونيغسبرغ وباسل. كان لغويًا سعى للحفاظ على نقاء لغته الأم ونجح في ردم الهوة بين المسيحية والإنسانية. رُسم في ملادا بوليسلاف عام 1553، وأصبح أسقفًا لأخوية إخوة التشيك (أو مورافيا) في عام 1557. وفي العام التالي، أسس نفسه في إيفانتيس، حيث أقام مطبعة قبل فترة طويلة. قرب نهاية حياته انتقل إلى مورافسكي كروملوف، حيث توفي عن عمر يناهز 48 عامًا.

كان بلاهوسلاف محرر ترنيمة الوحدة باللغة التشيكية عام 1561، وهي ترنيمة أعيد طبعها ومراجعتها 10 مرات على الأقل خلال الخمسين عامًا التالية. هامش كتابه موزيكا (1558) - وهو «كتاب تعليمي نظري لغناء الترانيم» - أطلق عليه «أول كتاب في التشيك يقدم نظرية الموسيقى والغناء».

## أعماله
- Gramatika česká - قواعد اللغة التشيكية.
- O původu Jednoty - قواعد الوحدة.
- Akta Jednoty bratrské - قواعد وحدة الإخوة.